# Mark Eaton (hockey sur glace)
Pour les articles homonymes, voir Eaton.
Mark Andrew Eaton (né le 6 mai 1977 à Wilmington dans le Delaware aux États-Unis) est un défenseur professionnel américain de hockey sur glace.

## Biographie
Mark Eaton n'a jamais participé à un repêchage pour jouer dans la Ligue nationale de hockey. À la place il est recruté par les Flyers de Philadelphie en 1998 alors qu'il évolue dans le championnat universitaire (Central Collegiate Hockey Association) pour le Notre Dame Fighting Irish. Eaton ne joue pas pour autant pour la franchise immédiatement et joue dans la Ligue américaine de hockey pour l'équipe réserve des Flyers : les Phantoms de Philadelphie. Il joue son premier match pour les Flyers au cours de la saison 1999-2000 de la LNH contre les Sabres de Buffalo.
En 2000, il rejoint les Predators de Nashville et mais joue aussi pour l'équipe de la Ligue internationale de hockey (LIH) associée. En 2003-2004 il connait sa meilleure saison et est le meilleur au +/- des Predators (+16). Au cours du lock-out de la saison 2004-2005 de la LNH, il joue pour les Grand Rapids Griffins de la LAH.
Il rejoint les Penguins de Pittsburgh en tant qu'agent libre en 2006 et signe un contrat de deux ans pour un salaire de 1,6 million de dollars par saison. Avec l'équipe 2006-2007 des Penguins, il parvient pour la première fois aux séries éliminatoires depuis 2002 mais ils perdent au premier tour contre les Sénateurs d'Ottawa. Il manque la majeure partie de la saison 2007-2008 pour cause de blessure. En 2008-2009, il remporte la Coupe Stanley avec les Penguins.
Devenant agent libre à l'été 2010, il s'entend pour deux saisons avec les Islanders de New York.

### Carrière internationale
Eaton a joué pour les États-Unis au cours du championnat du monde de hockey sur glace 2001 et a marqué un but et une passe décisive en 9 parties.
En 2002, il réalise 3 passes décisives lors d'un match contre l'Italie.

### Trophées
- 1996-1997 : il est élu le joueur le plus fair-play de la ligue de hockey des États-Unis (USHL) et est sélectionné dans la seconde équipe d'étoiles de la saison.
- 1997-1998 : nommé recrue de l'année de la Central Collegiate Hockey Association.
- 1998-1999 : meilleur défenseur des Phantoms de Philadelphie.
- 2000 : athlète de l'année du Delaware.
- 2008-2009 : champion de la Coupe Stanley

## Statistiques

### En club
| Saison     | Équipe                            | Ligue      |     | Saison régulière | Saison régulière | Saison régulière | Saison régulière | Saison régulière |   | Séries éliminatoires | Séries éliminatoires | Séries éliminatoires | Séries éliminatoires | Séries éliminatoires |
| Saison     | Équipe                            | Ligue      | PJ  | B                | A                | Pts              | Pun              | PJ               | B | A                    | Pts                  | Pun                  |                      |                      |
| 1996-1997  | Black Hawks de Waterloo           | USHL       | 50  | 6                | 32               | 38               | 62               | -                | - | -                    | -                    | -                    |                      |                      |
| 1997-1998  | Fighting Irish de Notre Dame      | NCAA       | 41  | 12               | 17               | 29               | 32               | -                | - | -                    | -                    | -                    |                      |                      |
| 1998-1999  | Phantoms de Philadelphie          | LAH        | 74  | 9                | 27               | 36               | 38               | 16               | 4 | 8                    | 12                   | 0                    |                      |                      |
| 1999-2000  | Phantoms de Philadelphie          | LAH        | 47  | 9                | 17               | 26               | 6                | -                | - | -                    | -                    | -                    |                      |                      |
| 1999-2000  | Flyers de Philadelphie            | LNH        | 27  | 1                | 1                | 2                | 8                | 7                | 0 | 0                    | 0                    | 0                    |                      |                      |
| 2000-2001  | Admirals de Milwaukee             | LIH        | 34  | 3                | 12               | 15               | 27               | -                | - | -                    | -                    | -                    |                      |                      |
| 2000-2001  | Predators de Nashville            | LNH        | 34  | 3                | 8                | 11               | 14               | -                | - | -                    | -                    | -                    |                      |                      |
| 2001-2002  | Predators de Nashville            | LNH        | 58  | 3                | 5                | 8                | 24               | -                | - | -                    | -                    | -                    |                      |                      |
| 2002-2003  | Admirals de Milwaukee             | LAH        | 3   | 1                | 0                | 1                | 2                | -                | - | -                    | -                    | -                    |                      |                      |
| 2002-2003  | Predators de Nashville            | LNH        | 50  | 2                | 7                | 9                | 22               | -                | - | -                    | -                    | -                    |                      |                      |
| 2003-2004  | Predators de Nashville            | LNH        | 75  | 4                | 9                | 13               | 26               | 6                | 0 | 0                    | 0                    | 2                    |                      |                      |
| 2004-2005  | Griffins de Grand Rapids          | LAH        | 29  | 3                | 3                | 6                | 21               | -                | - | -                    | -                    | -                    |                      |                      |
| 2005-2006  | Predators de Nashville            | LNH        | 69  | 3                | 1                | 4                | 44               | 5                | 0 | 0                    | 0                    | 8                    |                      |                      |
| 2006-2007  | Penguins de Pittsburgh            | LNH        | 35  | 0                | 3                | 3                | 16               | 5                | 0 | 0                    | 0                    | 0                    |                      |                      |
| 2007-2008  | Penguins de Pittsburgh            | LNH        | 36  | 0                | 3                | 3                | 6                | -                | - | -                    | -                    | -                    |                      |                      |
| 2008-2009  | Penguins de Pittsburgh            | LNH        | 68  | 4                | 5                | 9                | 36               | 24               | 4 | 3                    | 7                    | 10                   |                      |                      |
| 2009-2010  | Penguins de Pittsburgh            | LNH        | 79  | 3                | 13               | 16               | 26               | 13               | 0 | 3                    | 3                    | 4                    |                      |                      |
| 2010-2011  | Islanders de New York             | LNH        | 34  | 0                | 3                | 3                | 8                | -                | - | -                    | -                    | -                    |                      |                      |
| 2011-2012  | Islanders de New York             | LNH        | 62  | 1                | 3                | 4                | 10               | -                | - | -                    | -                    | -                    |                      |                      |
| 2012-2013  | Penguins de Wilkes-Barre/Scranton | LAH        | 6   | 0                | 1                | 1                | 4                | -                | - | -                    | -                    | -                    |                      |                      |
| 2012-2013  | Penguins de Pittsburgh            | LNH        | 23  | 0                | 0                | 0                | 4                |                  |   |                      |                      |                      |                      |                      |
| Totaux LNH | Totaux LNH                        | Totaux LNH | 650 | 24               | 61               | 85               | 242              | 60               | 4 | 6                    | 10                   | 24                   |                      |                      |

### En équipe nationale
| Saison | Équipe     | Compétition          |   | PJ | B | A | Pts | Pun             |  | Résultat |
| 2001   | États-Unis | Championnat du monde | 9 | 1  | 1 | 2 | 0   | Quatrième place |  |          |
| 2002   | États-Unis | Championnat du monde | 7 | 0  | 3 | 3 | 2   | Septième place  |  |          |